# Kouvoúklia
Kouvoúklia (Kouvouklia) är en ort i Grekland.   Den ligger i prefekturen Nomós Serrón och regionen Mellersta Makedonien, i den nordöstra delen av landet, 300 km norr om huvudstaden Aten. Kouvoúklia ligger 15 meter över havet och antalet invånare är 222.
Terrängen runt Kouvoúklia är platt. Runt Kouvoúklia är det ganska tätbefolkat, med 58 invånare per kvadratkilometer. Närmaste större samhälle är Serrai, 10,7 km nordost om Kouvoúklia. Trakten runt Kouvoúklia består till största delen av jordbruksmark.